# Magajnova krožna pot
Magajnova krožna pot na Vremščico je pohodniška pešpot, poimenovana po psihiatru in pisatelju Bogomirju Magajni. Njena avtorica je domačinka iz Famelj, planinska vodnica Mirjam Frankovič Franetič. Projekt je bil zasnovan v okviru Športnega društva Ruj Divača. Pot je dolga 13 km, pohodnik pa jo prehodi v dobrih štirih urah. Organiziran pohod poteka na obletnico Magajnove smrti oz. zadnjo soboto v marcu.

## Potek poti
Pot se prične pri Športnem centru Vreme v Famljah. Od tam gre skozi Vremski Britof v Gornje Vreme in mimo Magajnove rojstne hiše. Iz Gornjih Vrem se pot nadaljuje z vzponom na Vremščico (1027 m) in spustom v Dolnje Vreme, od koder se poda k cilju, Športnemu centru Vreme. Del poti poteka po markirani Slovenski planinski poti.

### Postaje na poti
1. Ostanki rudniških objektov (v Famljah)
2. Deklevova domačija s portalom (v Vremskem Britofu)
3. Cerkev svetega Lovrenca (v Vremskem Britofu)
4. Magajnova rojstna hiša (v Gornjih Vremah)
5. Vremščica
6. Kamniti križ (v Dolnjih Vremah)

Na znaku za literarno pot je narisan Brkonja Čeljustnik, lik iz Magajnovega dela za otroke. To je bil dobrodušni divji mož z dolgimi belimi brki, ki je rad pomagal ljudem. 